# Pioglitazona
Pioglitazona es un medicamento que se emplea en el tratamiento de la diabetes mellitus tipo 2 o diabetes del adulto, la forma más común de esta enfermedad. Pertenece a la familia de las tiazolidinedionas, por lo que está emparentado con otros medicamentos de este grupo terapéutico como la rosiglotazona y la troglitazona. Se administra por vía oral solo o en combinación con otros fármacos.

## Historia
El primer fármaco del grupo en ser comercializado fue la troglitazona en 1997, sin embargo se comprobó que podía ser tóxico para el hígado, por lo que se retiró del mercado en el año 2000. En el año 1999 se autorizó la comercialización de pioglitazona y rosiglitazona para tratar la diabetes mellitus tipo 2, en el año 2010 la rosiglitazona se retiró del mercado por recomendación de la Agencia Europea de Medicamentos, tras haberse detectado que provocaba un aumento del riesgo cardiovascular. Por lo tanto desde el año 2010 el único fármaco de la familia que está comercializado es la pioglitazona, aunque su seguridad ha sido puesta en duda y se ha prohibido su utilización en varios países, entre ellos Francia, por la posibilidad de que aumente la incidencia de cáncer de vejiga urinaria.

## Mecanismo de acción
El mecanismo de acción se basa en provocar un aumento de la sensibilidad a la insulina, principalmente en las células musculares y las células que forman el tejido adiposo. Al ser la insulina una de las principales hormonas que contribuyen al descenso de glucosa en sangre, el efecto final de la pioglitazona es también hipoglucemiante. La acción del fármaco se basa en su unión a un receptor celular conocido como receptor gamma activado por el proliferador de peroxisomas, esta unión provoca la activación de varios genes que promueven o facilitan las acciones de la insulina. Además de este efecto, causa una reducción en la producción de glucosa por las células del hígado. Solo es eficaz en aquellos pacientes que muestran un nivel adecuado de insulina en sangre, se estima que hasta un 25% de los pacientes afectos de diabetes tipo 2 no responden adecuadamente al tratamiento con este fármaco, debido a la existencia de un alto nivel de deterioro en la función de páncreas que es el órgano que sintetiza la insulina.

## Indicaciones posología y vía de administración
Debido a su capacidad para disminuir los niveles de glucosa en sangre (efecto hipoglucemiante), se utiliza en el tratamiento de la diabetes tipo 2 o del adulto. Puede emplearse como medicamento único o asociado a metformina, fármacos de la familia de las sulfonilureas o  inhibidores de la dipeptidil peptidasa-4. Se administra por vía oral en forma de comprimidos, a una dosis comprendida entre 15 y 45 mg al día.

## Efectos secundarios
Puede provocar insuficiencia cardíaca por retención de líquidos y se sospecha que aumenta la probabilidad de aparición de cáncer de vejiga, motivo por el que se ha prohibido en algunos países. Un efecto secundario frecuente es la provocación de edema que aunque generalmente es leve, puede causar la descompensación de una insuficiencia cardíaca que existía antes del inicio del tratamiento. En el 2% de los pacientes tratados provoca lesión hepática que generalmente es de carácter leve.

## Posicionamiento terapéutico
El perfil de efectos adversos y las dudas sobre la seguridad del fármaco, no lo hacen recomendable como tratamiento de primera línea para pacientes recientemente diagnosticados de diabetes tipo 2. Puede constituir una alternativa válida, en combinación con otros medicamentos, en aquellos pacientes que no responden a los fármacos considerados tratamiento de primera elección en la diabetes tipo 2, como la metformina. La asociación de alogliptina con pioglitazona es una combinación que se comercializa con dosis fijas de cada uno de los compuestos, y está indicada como segunda o tercera alternativa terapéutica en aquellos pacientes que no responden a las recomendaciones de cambios en los hábitos de vida o no pueden tomar metformina por intolerancia o contraindicaciones.